# Phreatoasellus yoshinoensis
Phreatoasellus yoshinoensis és una espècie de crustaci isòpode pertanyent a la família dels asèl·lids que es troba al Japó.